# NGC 5103
NGC 5103 est une galaxie spirale située dans la constellation des Chiens de chasse. Sa vitesse par rapport au fond diffus cosmologique est de 1 470 ± 15 km/s, ce qui correspond à une distance de Hubble de 21,7 ± 1,5 Mpc (∼70,8 millions d'al). NGC 5103 a été découverte par l'astronome germano-britannique William Herschel en 1787.
NGC 5103 présente une large raie HI et elle présente un noyau en retrait (RET, retired nucleus).

## Groupe de NGC 5103
Selon A.M. Garcia, NGC 5103 est la principale galaxie d'un trio de galaxies qui porte son nom, le groupe de NGC 5103. Les deux autres galaxies du trio sont UGC 8365 et UGC 8449.